# Домбровський Владислав Олександрович
Владислав Олександрович Домбровський (нар. 1854, селище Пацуни, Литва — 13 лютого 1917, Москва) — український архітектор польського походження, будував в Одесі та Москві, один з перших архітекторі в Одесі, що застосовували стиль модерн. Також відомий будівництвом декількох значних римсько-католицьких церков на межі ХІХ — поч. ХХ ст.

## Біографія
Народився в селищі Пацунів Ковенської губернії в 1854 році. Закінчив Ризький Політехнічний інститут в 1876 році і вступив в Імператорської Академії мистецтв. Паралельно навчанню служив помічником архітекторів Р. А. Гедіке і А. І. Кракау.
У 1882 році отримав в Академії малу золоту медаль за «Проект Міської Думи» і звання класного художника архітектури 2-го ступеня. У 1886 році йому присвоїли звання класного художника архітектури 1-го ступеня. Був направлений на службу в Херсон.
У 1890 році переїхав до Одеси, де в 1896 став архітектором канцелярії при градоначальнику. За приватними замовленнями будував мало. Приблизно у 1902—1903 роках побудував декілька значних будинків у стилі модерн.
Архітектор часто змінював помешкання, у 1891 році він мешкав на Дерибасівській вул., 19, у 1893 на Маразліївській, 26, у 1894 — на вул. Гоголя, 23, у 1896—1897 його адреса не згадується, у 1900 році він мешкає у будинку О. П. Руссова на Садовій вул., 21, у 1903 році мешкає на Маразліївській вул., 4, у 1906 — Маразліївська, 26, у 1907 — Маразліївська, 2, 1909—1910 — Маразліївська вул., 26.
Працював також і інших містах України. Звів за власними проєктами великі і добре оздоблені костели в Миколаєві, Краснополі, Фастові, Одесі.
У 1911 році переїхав до Москви, де продовжив будувати прибуткові будинки.
Його син С. В. Домбровський теж став архітектором.

## Вшанування пам'яті
У місті Одеса вулицю Желябова перейменували на вулицю Владислава Домбровського.

## Проєкти

### В Одесі
- Флігель Рогозинської, 1893 р., Велика Арнаутська, 27[12] (пізніше перебудований);
- Доробка ескізного проєкту Одеського головпоштамту (автор: В. Харламов), 1892 p. Нагляд за спорудженням (за участі М. Г. Рейнгерца), 1893–1895 pp., Софіївська вул., 10[12]. Пам'ятка архітектури № 774-Од[13];
- Нагляд за спорудженням Будинку працелюбності (проєкт: Влодек Л. Л.), 1895–1898 pp., вул. Одарія, 9[12]. Щойно виявлена пам'ятка історії[13];
- Друга Римсько-католицька церква (св. Климента), проєкт 1895 p. — пізніше корегувався, Будівництво (за участі Л. Л. Влодека та Ф. А. Троупянського), 1904—1913 pp., Балківська вул., 209[12] (не зберігся);
- Перебудова Бульварної поліцейської дільниці, 1899 р., Преображенська вул., 44 / вул. Буніна, 41[12]. Щойно виявлена пам'ятка історії[13];
- Нова міська лікарня на Слободці-Романівці, проєкт 1900 р., Будівництво (за участю Ф. А. Троупянського), 1900—1904 pp., вул. Академіка Воробйова, 5[12]. Щойно виявлена пам'ятка архітектури[13];
- Особняк Бродської (за участю Ф. А. Троупянського), ? — 1906 рр., Фонтанська дор., 165[12]. Щойно виявлена пам'ятка архітектури[13];
- Будинок Машевського (за участю Ф. А. Троупянського), 1903 р., Преображенська вул., 18[12]. Пам'ятка архітектури № 661-Од[13];
- Будинок Гаєвського (за участю Ф. А. Троупянського), 1903–1905 рр., Єлизаветинська вул., 13[12]. Пам'ятка історії № 267-Од[13];;
- Будинок Бродського, поч. 1900-х рр., Канатна вул., 31[12]. Пам'ятка архітектури № 295-Од[13];
- Перебудова Воскресенської церкви на Середньому фонтані (проєкт первісного будинку — Ф. Й. Моранді, 1840-і), вул. Бернардацці (не збереглася)[13].
- Лікарня товариства піклування про незаможних, 1912 р., Куяльник (місцезнаходження і збереженість не визначені)[13];

### В Москві
- Будинок К. Феррейна, 1912–1914 рр., Кривоарбатський пров., 12;
- Прибутковий будинок, 1914 р., Різдвіяний бульв., 10/7;
- Прибутковий будинок, 1914 р., Велика Грузинська вул., 5;
- Будинок В. В. Рузьської, 1914 р., Спиридонівка, 34;
- Дворовий флігель В. В. Рузьської, 1914 р., Спиридонівка, 34 корп. 2;
- Будинок Ю. П. Бабаєва, 1915–1917 рр., Лихов пров., 5;

### В інших містах
- Міський театр у Херсоні, 1889 р. (не зберігся)[12];
- Окружний суд у Херсоні, проєкт: 1891 p., будівництво: 1892–1894 рр, Соборна вул., 9[12]
- Римсько-католицька церква у Миколаєві, 1894–1896 рр., Католицька вул. / Глазенапівська вул.[12];
- Реконструкція Римсько-католицької церкви св. Софії у Житомирі, 1899 p.[12];
- Римсько-католицька церква у Фастові (за участю Ф. А. Троупянського), 1903–1911 pp.[12];

## Галерея

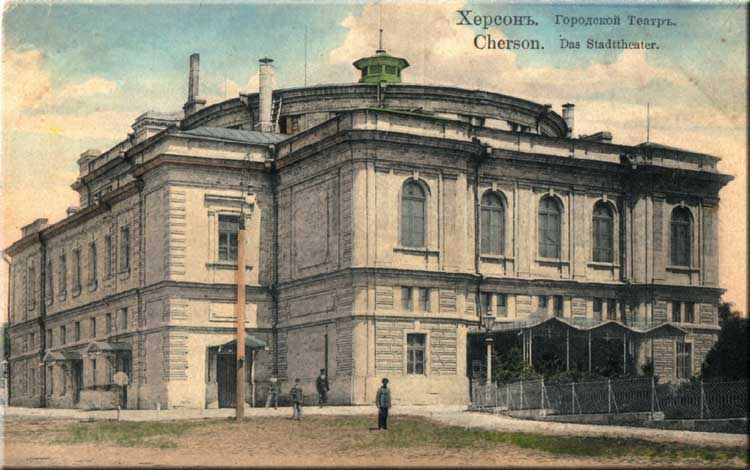
Міський театр у Херсоні, 1889
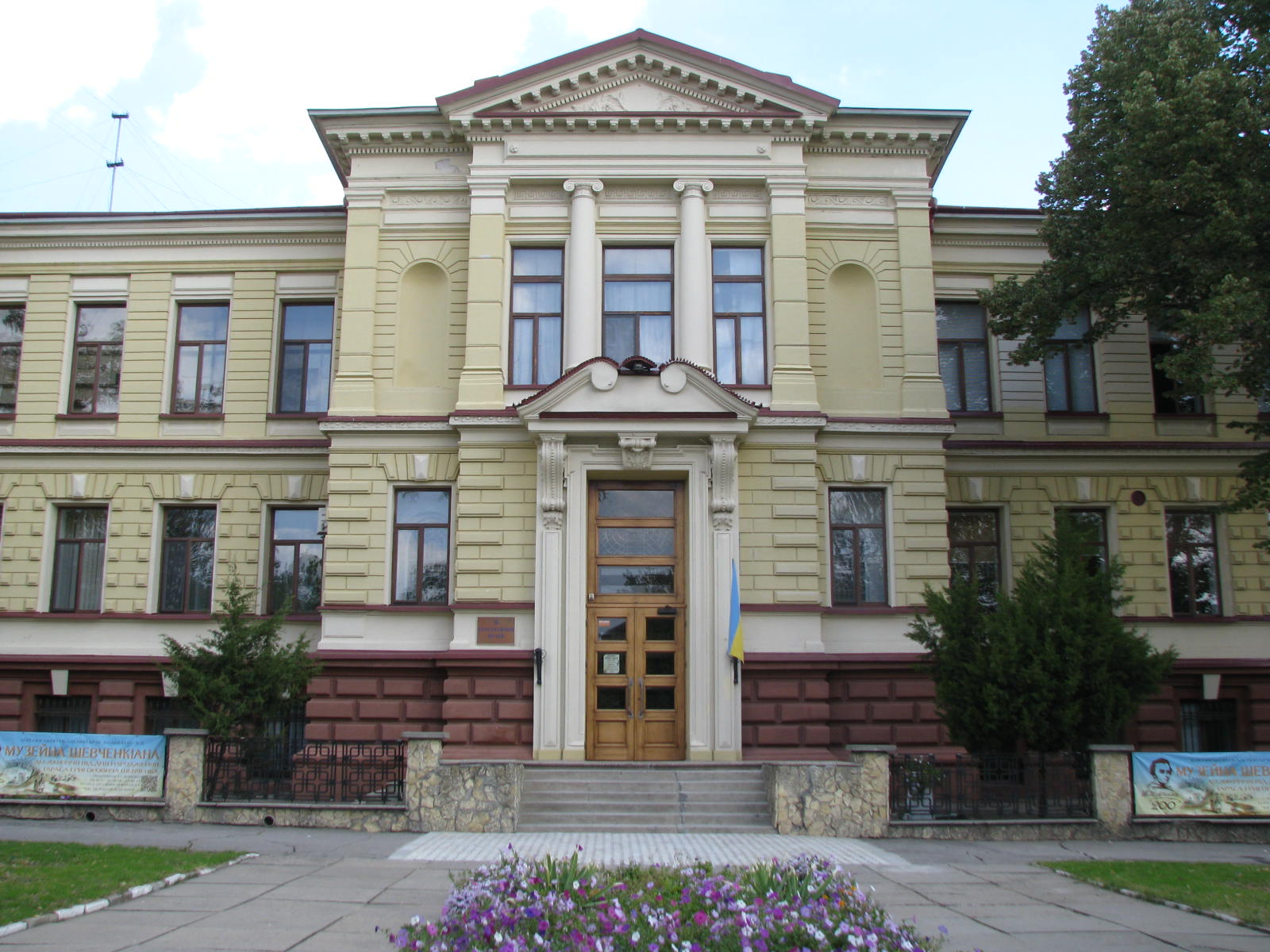
Окружний суд у Херсоні, 1891
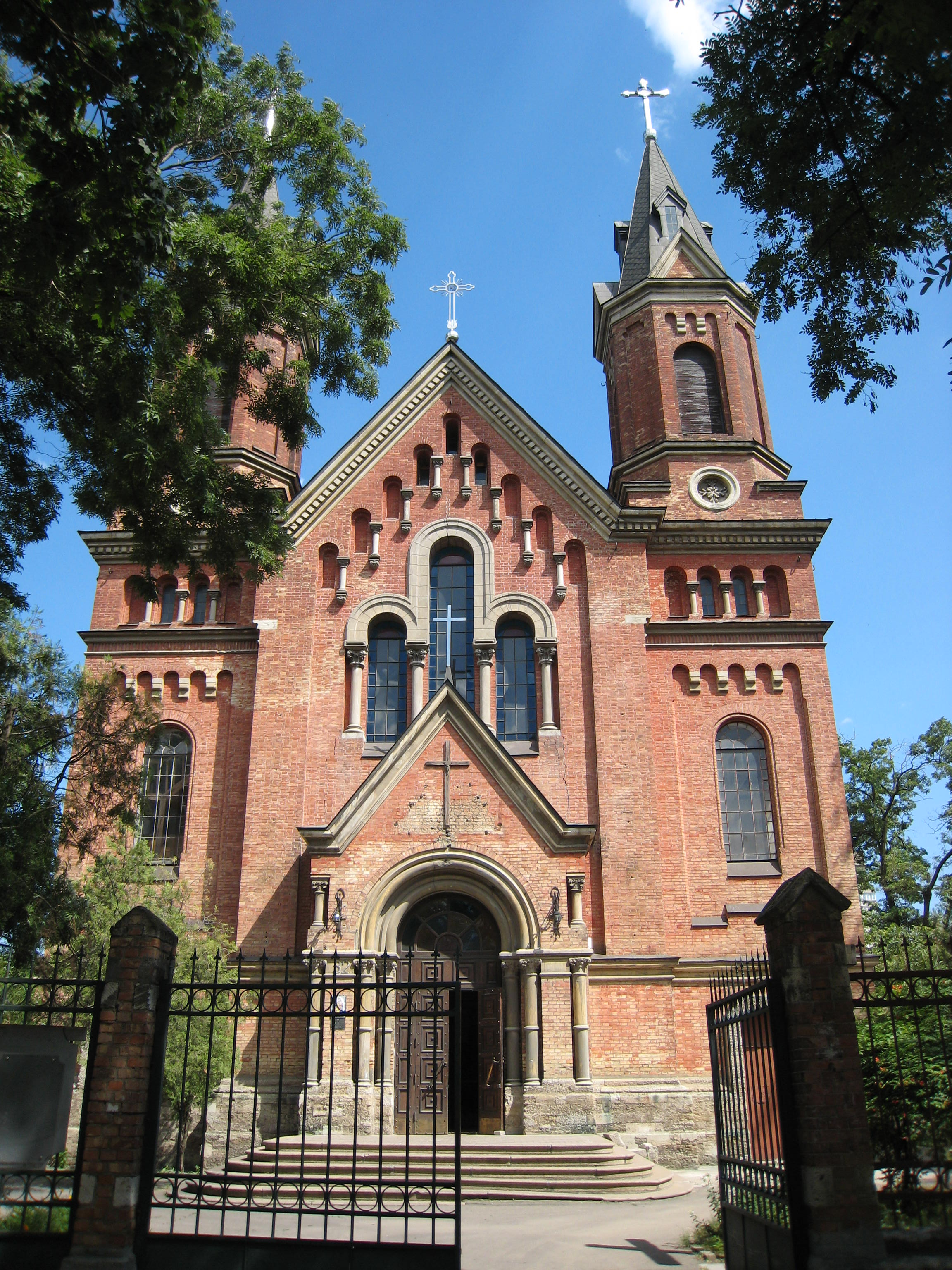
Костел святого Йосипа у Миколаєві, 1894 - 1896
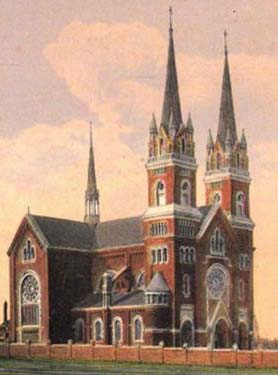
Друга Римсько-католицька церква (св. Климента) у Одесі, пр.: 1895 із подальшими змінами, буд.: 1904 - 1913 (не збереглася)
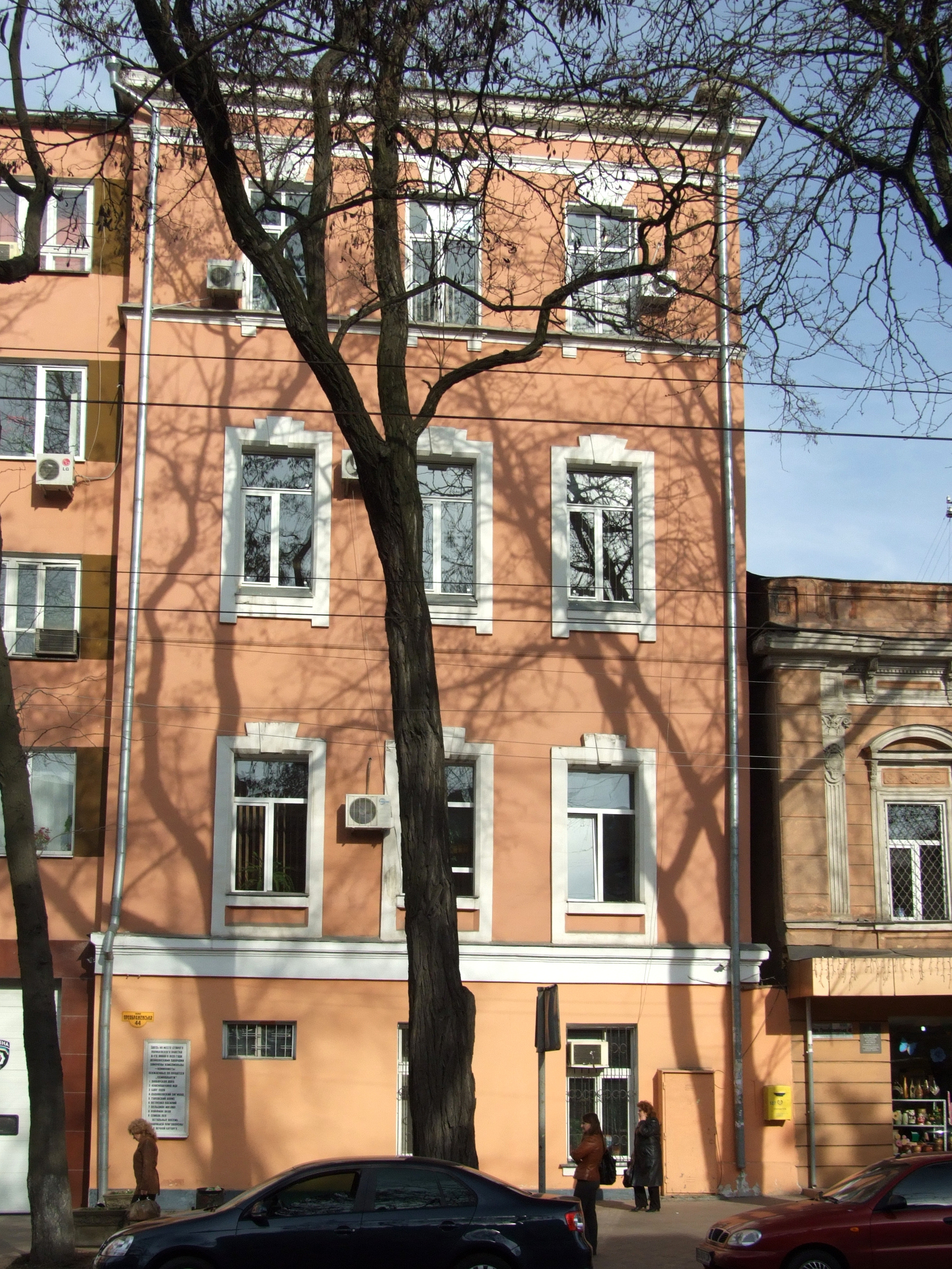
Флігель поліційної Бульварної частини, близько 1899
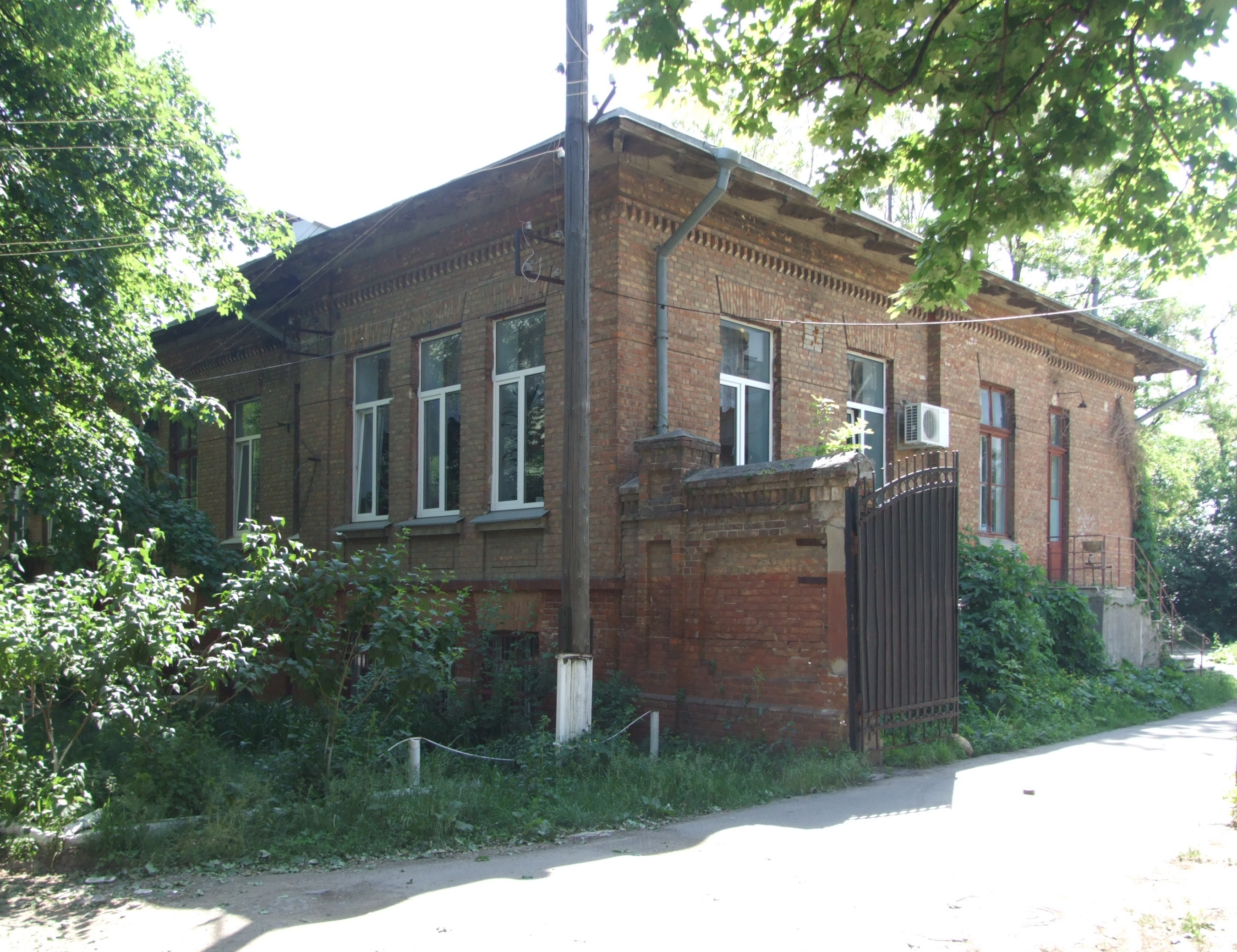
Будинок прозектури Нової міської лікарні, 1902 - 1904
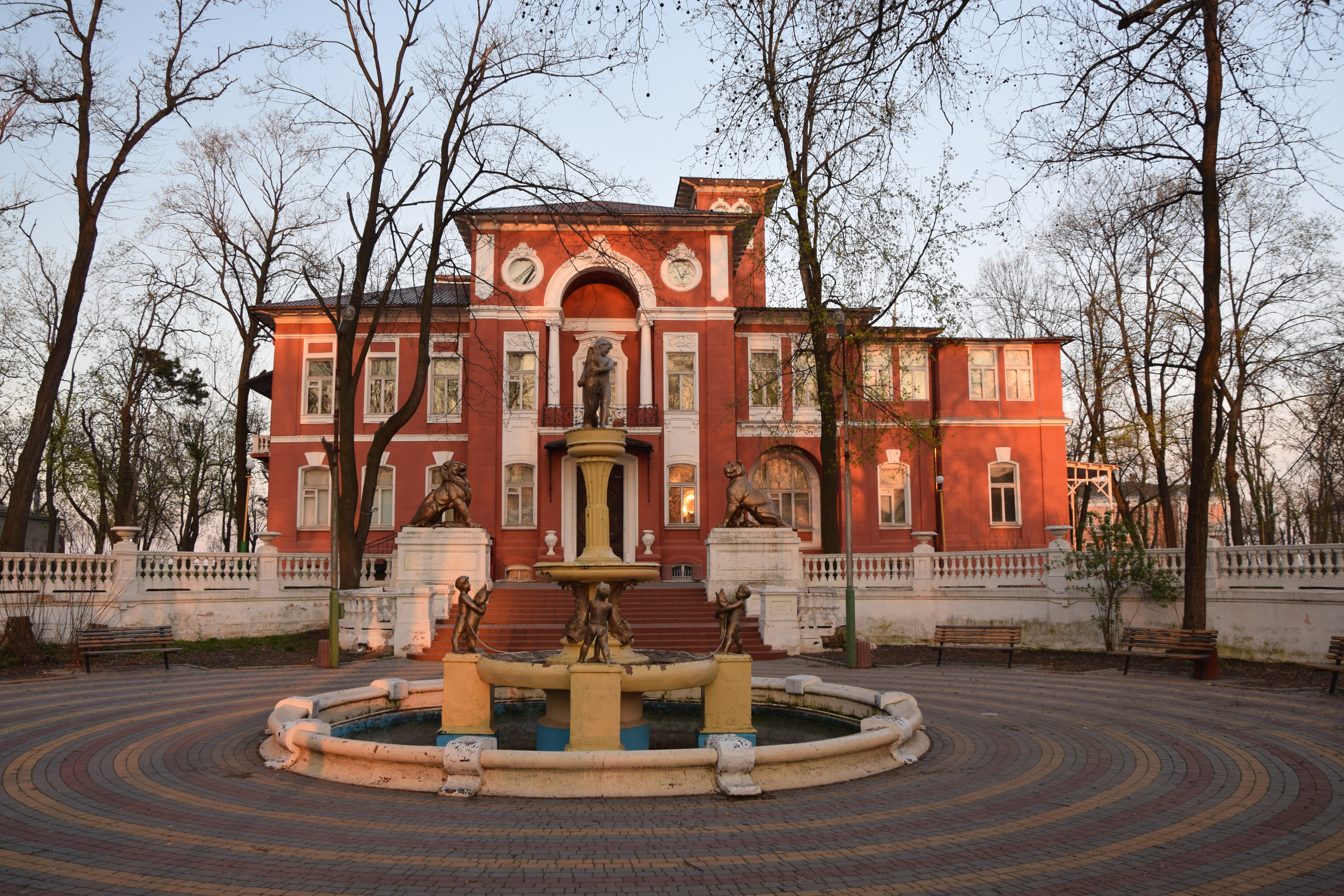
Особняк Бродської,? - 1906
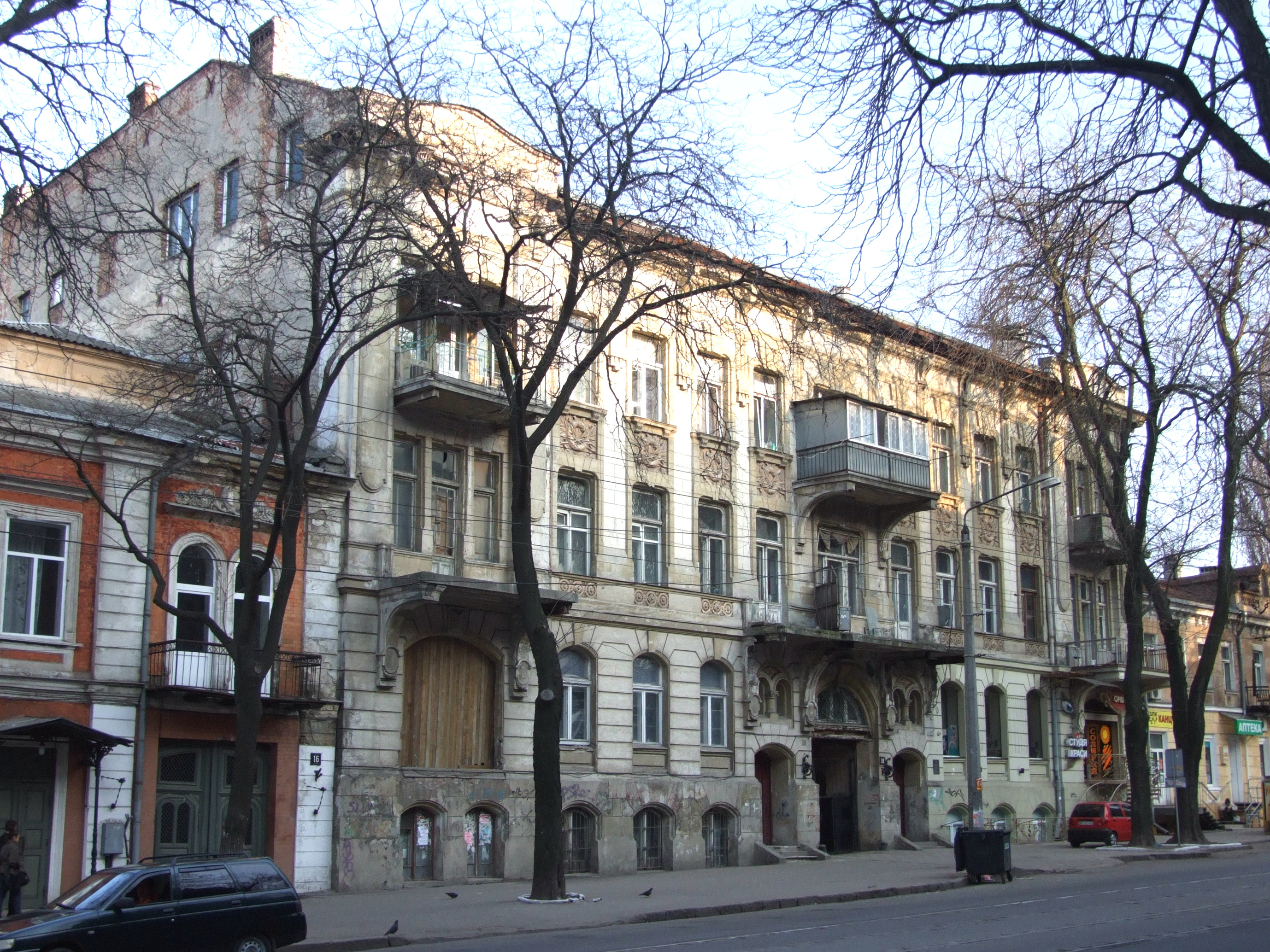
Будинок Машевського, 1903
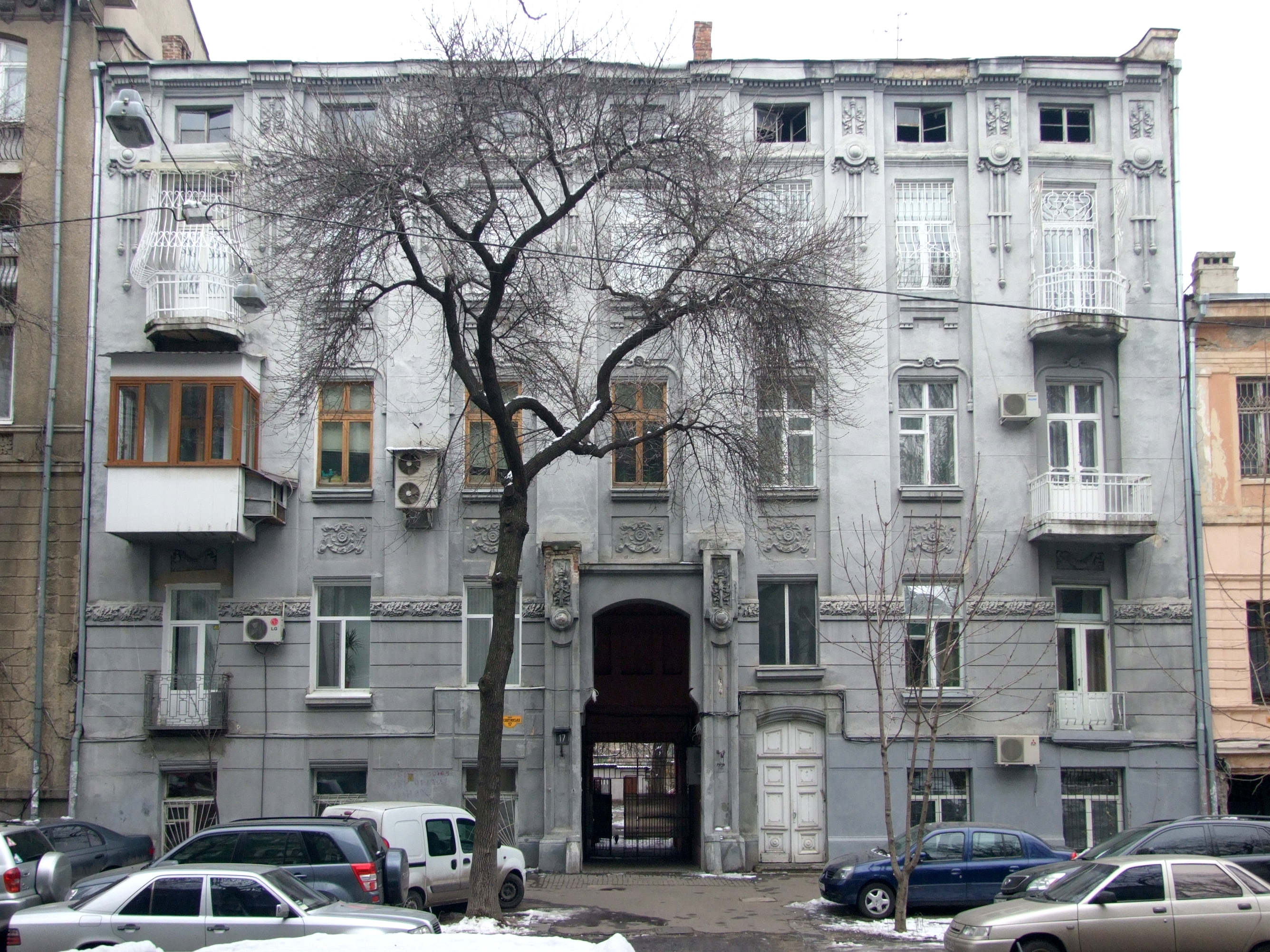
Будинок Гаєвського, 1903 - 1905
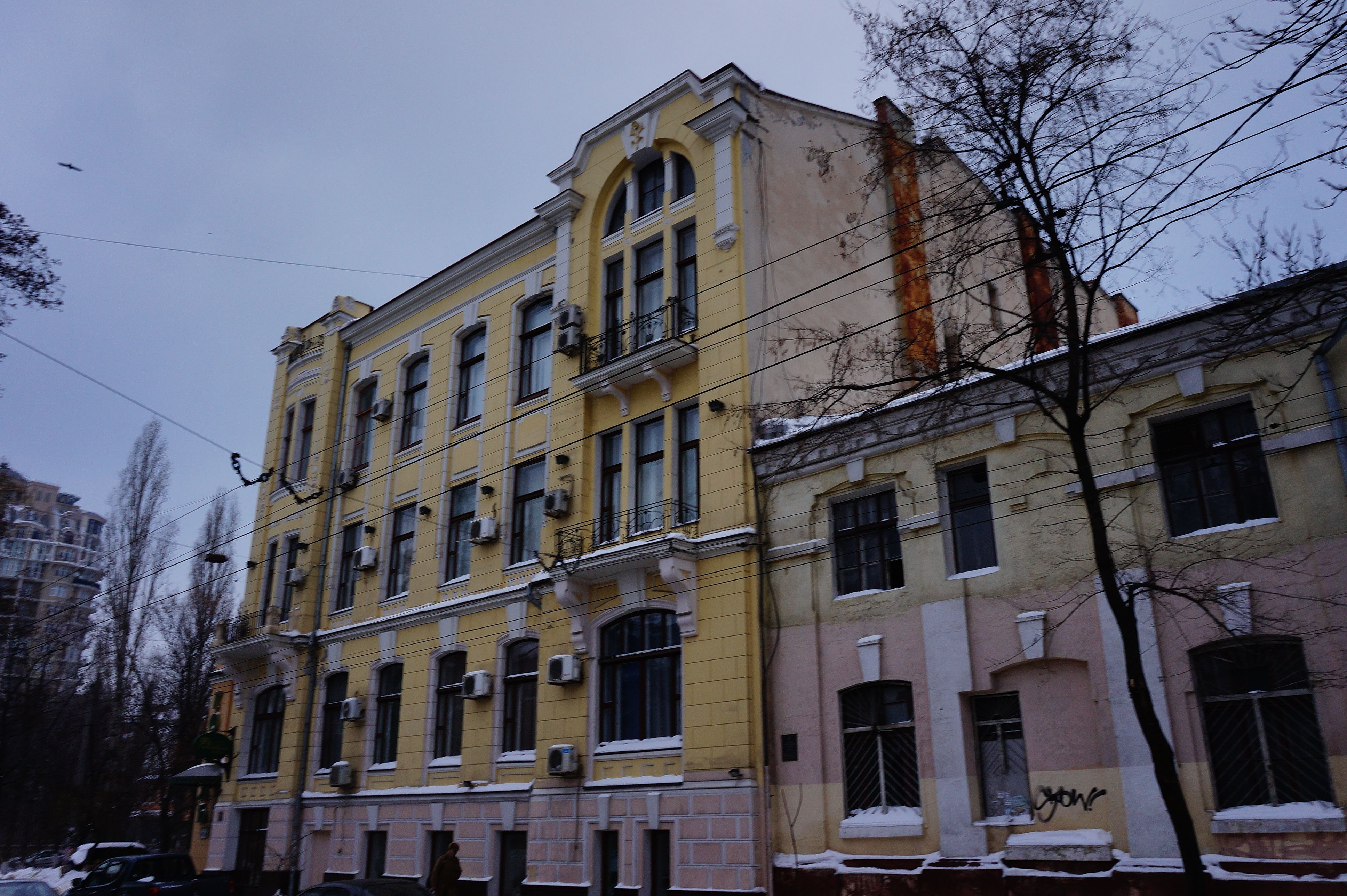
Будинок Бродського, поч. 1900-х
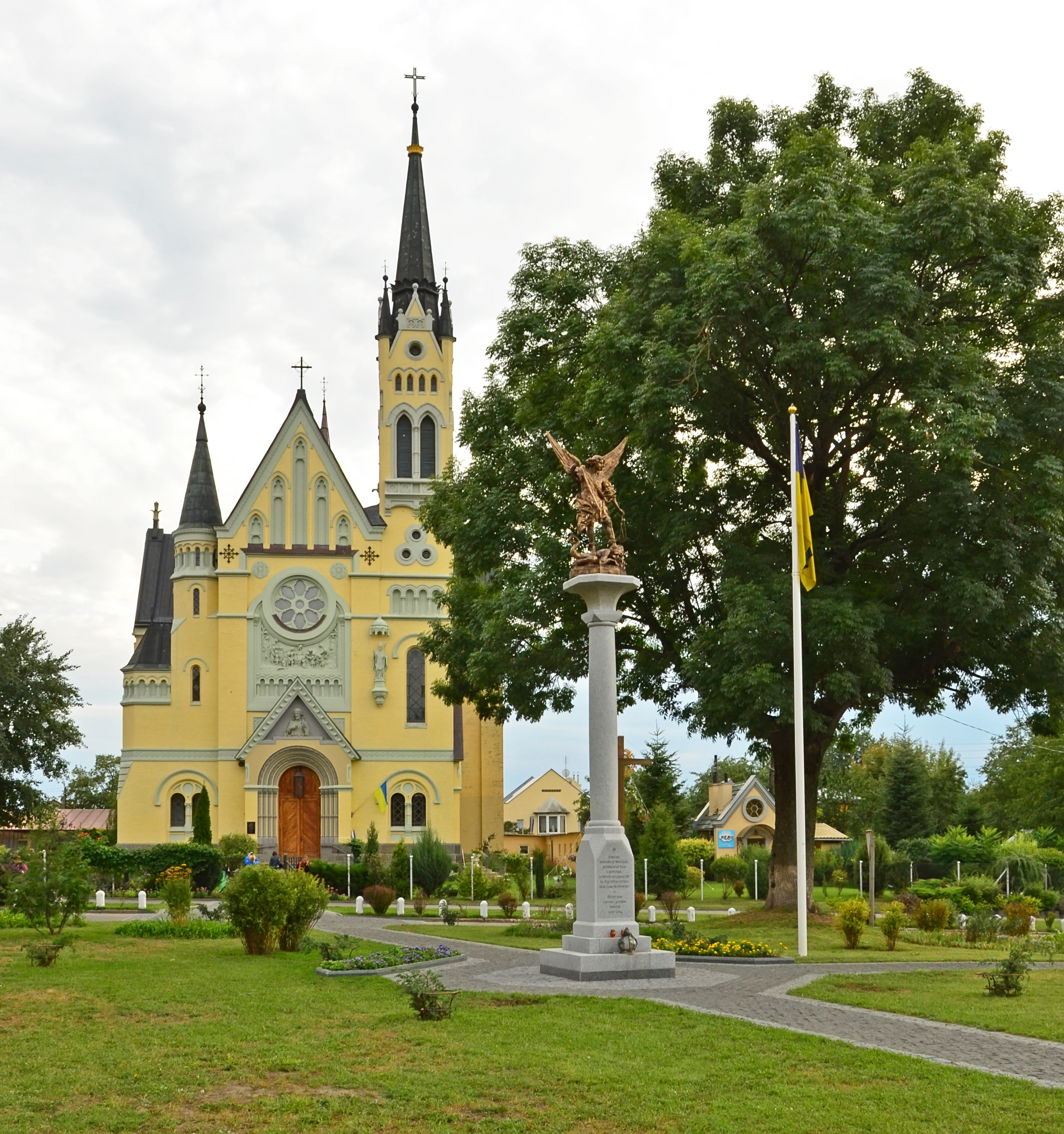
Костел Воздвиження Святого Хреста у місті Фастів